# 王君操
王君操（?—?），唐朝莱州即墨县（今山东省即墨市）人。
其父在隋朝末年被乡人李君则殴杀。王君操时年六岁，其母刘氏向县里告状请求收捕，李君则弃家逃命，追访数年没有抓到。李君则藏匿二十余年，到贞观初年，以为改朝换代，见王君操孤弱，以为他没有复仇之志，于是到州府自首。王君操暗中袖藏白刃刺杀李君则，剖腹取其心肝，啖食而尽，然后向刺史自首陈告。州司据法判处他死刑，列上其案件奏报，唐太宗下诏将其免死。

## 延伸阅读
[在维基数据编辑]
 《舊唐書·卷188》，出自刘昫《舊唐書》